# Peter Bonu Johnson
Peter Bonu Johnson, lub Peter Pierre Benoit Johnson lub Bonu Yandeh Johnson (ur. 10 maja 1963 w Bandżule, zm. 28 lipca 2019) – gambijski piłkarz, grający na pozycji obrońcy, trener piłkarski.

## Kariera piłkarska

### Kariera klubowa
Występował w miejscowych klubach.

### Kariera reprezentacyjna
W latach 1983–1994 bronił barw narodowej reprezentacji Gambii.

## Kariera trenerska
Po zakończeniu kariery piłkarskiej rozpoczął karierę szkoleniową. Najpierw trenował młodzieżowej reprezentacji Gambii. Od lipca 2004 do maja 2008 pomagał trenować narodową reprezentację Gambii.
Od 9 stycznia 2012 do 28 maja 2012 prowadził reprezentację Gambii. Potem ponownie pracował w sztabie szkoleniowym reprezentacji (od maja 2012 do czerwca 2013).
W czerwcu 2013 ponownie objął stanowisko głównego trenera reprezentacji.